# 마우트 벨전
마우트 벨전(Maud Welzen, 1993년 11월 13일 ~ )은 네덜란드의 모델이다.